# Cryptocephalus ocellatus
Cryptocephalus ocellatus là một loài bọ cánh cứng trong họ Chrysomelidae. Loài này được Drapiez miêu tả khoa học năm 1819.